# Coupe d'Europe des clubs (kayak-polo) 2003
Navigation
Édition précédente Édition suivante
La Coupe d'Europe des clubs 2003 s'est déroulée, du 20 au 21 septembre 2003 à Ypres, en Belgique.

## Tableau des médailles
| Catégorie     | Médaille d'or                  | Médaille d'argent | Médaille de bronze |
| ------------- | ------------------------------ | ----------------- | ------------------ |
| Sénior Hommes | Deventer K V                   | Dublin WWKC       | CN Posillipo       |
| Sénior Femmes | Canoë-Kayak Club de Saint Omer | Keistad           | Friends of Allonby |

## Participants

### Séniors Hommes
| Classement | Pays        | Club                                             |
| ---------- | ----------- | ------------------------------------------------ |
| 1re        | Pays-Bas    | Deventer K V                                     |
| 2e         | Irlande     | Dublin WWKC                                      |
| 3e         | Italie      | CN Posillipo                                     |
| 4e         | Royaume-Uni | Meridian Canoe Club                              |
| 5e         | France      | Canoë-Kayak Club Agenais                         |
| 6e         | Italie      | Pro Scogli Chiavari                              |
| 7e         | France      | Base de loisirs de canoë-kayak de Condé-sur-Vire |
| 8e         | Belgique    | De Paddel                                        |
| 9e         | Royaume-Uni | Friends of Allonby                               |
| 10e        | Pays-Bas    | Groningen                                        |
| 11e        | Danemark    | Skovshoved Roklub                                |
| 12e        | Danemark    | Holte Roklub                                     |
| 13e        | Suisse      | Zurich                                           |
| 14e        | Espagne     | Xuvenil-Endesa                                   |
| 15e        | Belgique    | WK Veurne                                        |
| 16e        | Portugal    | Alhandra S.C.                                    |
| 17e        | Portugal    | Arcos de Valdevez                                |

### Séniors Femmes
| Classement | Pays        | Club                           |
| ---------- | ----------- | ------------------------------ |
| 1re        | France      | Canoë-Kayak Club de Saint Omer |
| 2e         | Pays-Bas    | Keistad                        |
| 3e         | Royaume-Uni | Friends of Allonby             |
| 4e         | France      | Canoë Kayak Club Acigné        |
| 5e         | Portugal    | Vallehermoso-Retiro            |
| 6e         | Italie      | CN Posillipo                   |
| 7e         | Espagne     | Banba                          |